# Кьюзи (озеро)
Кьюзи (итал. lago di Chiusi) — водоём, расположенный недалеко от Кьюзи, на высоте 249,94 м над уровнем моря. Находится в регионе Тоскана, в долине Валь-ди-Кьяна и недалеко от озера Монтепульчано (ит.), от которого он расположена в нескольких километрах и с которым соединено соединительным каналом, внутри которого, находится механизированная гильотинная плотина, оборудованная водосбросом. Это второе по величине озеро в Тоскане после озера Массачукколи, если исключить искусственные водохранилища Биланчино и Монтедольо (ит.), но четвёртое, если включить эти недавно созданные водохранилища.

## Гидрография
Окружающий канал впадает в озеро Кьюзи слева от Поджо-Казале, в то время как река Треза, ручей Монтелунго и рвы Марино и Риелле, объединившись в один канал, впадают в озеро справа от Поджо-Казале. Канал Вуотаботте впадает в самую южную часть озера недалеко от границы с Умбрией.
Главный приток — река Треза, аллювиальные отложения которой являются причиной постепенного заиления озера. Избыток воды сбрасывается через канал в озеро Монтепульчано, которое, в свою очередь, является притоком Арно через канал Кьяна (ит.).
На северо-западе оно соединено с более крупным озером Монтепульчано, которое питает главный канал Кьяна. Чтобы регулировать уровень воды в озёрах и противостоять заилению, между ними была построена плотина. Так что их прямое соединение возможно только при открытой плотине.

## История
Озеро Кьюзи имеет тектоническое происхождение и существует уже давно, его существование задокументировано ещё в этрусскую и римскую эпохи.
В Средние века (1052—1055), после затопления долины реки Кланис (ит.), уровень воды озёр Кьюзи и Монтепульчано значительно поднялся, образовав единое гигантское искусственное озеро.
В 1490 году по приказу папы Иннокентия VIII основные притоки озера Тразимено, а именно Треза (Паникале) и Рио-Маджоре, которые до 1422 года впадали в Тразимено, были перенаправлены в сторону Кьюзи из-за неоднократных разливов в Монте-Сан-Савино, тем самым относительно ухудшив ситуацию озера, экосистема которого уже и раньше страдала от антропогенного воздействия.
В 1800 году большое болото, образовавшееся на месте Кьюзи было осушено, что вновь разделило водоём на Кьюзи и Монтепульчано.

## Фауна

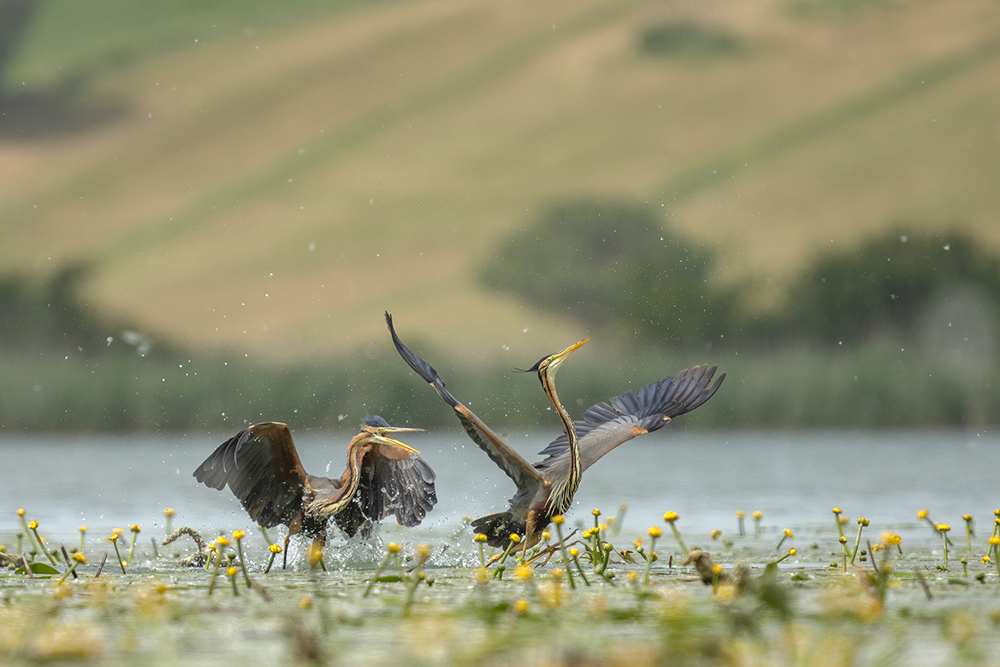
красные цапли на берегу Кьюзи

На южной оконечности острова находится заповедник WWF «lago di Chiusi». Оазис, расположенный в южной части озера Кьюзи, включает в себя наиболее интересную природную часть этого водоема, состоящую из мелководья, богатого водными растениями, и влаголюбивого леса из ив и тополей, где произрастает одно из самых важных гнездовий цапель в центральной Италии. Площадь охраняемой территории составляет около 8 гектаров. Значительную часть оазиса занимают прибрежные леса из ив и тополей, среди которых широко распространена также ива пепельная. Здесь обитают цапли, что делает озеро Кьюзи чрезвычайно важным районом для их размножения: здесь гнездятся кваквы, белые цапли, рыжие цапли и желтые цапли, голуби, строя свои гнезда на ивах, защищенных сплетением растительности и постоянно затопленной почвой. В 1998 году цаплевое гнездо посетили две пары караваек, а в 1999 году там гнездилась египетская цапля. На краю озера, окружающего гнездо цаплей, произрастают довольно обширные тростниковые заросли, а вблизи берегов и в открытой воде произрастают многочисленные редкие водные растения, такие как кувшинка жёлтая, рогульник плавающий, пузырчатка обыкновенная, валлиснерия спиральная и белая кувшинка. В тростниках заказника гнездятся усатые синицы и болотные луни.

## В культуре

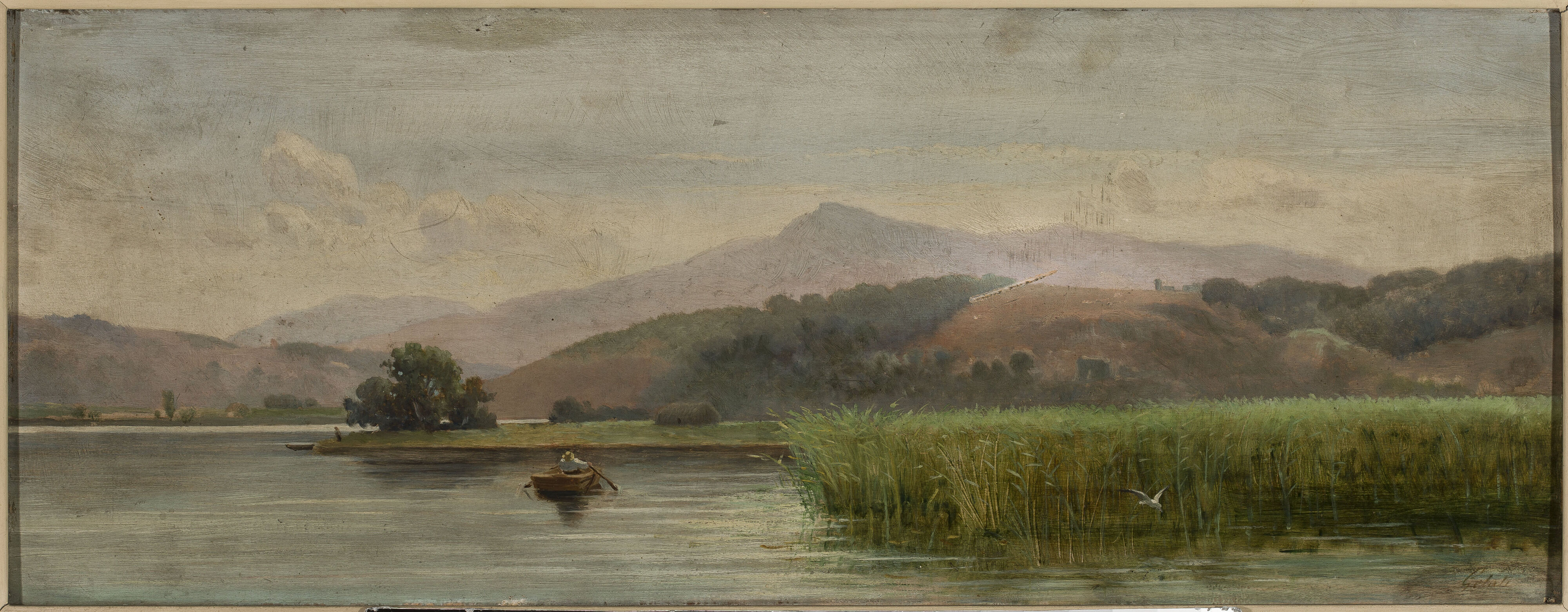
Лоренцо Джелати (ит.). «Озеро Кьюзи в Тоскане»

Кьюзи является красивым местом отдыха для местных. Катание на лодках, фотозоны, особая экосфера привлекают туристов. Художник Лоренцо Джелати (ит.) изобразил Кьюзи в одной из своих картин, ныне входящей в коллекцию Польского национального музея в Варшаве.